# World Rally Championship (игра, 2001)
World Rally Championship (также известная как WRC и WRC 2001) — раллийная гоночная игра для консоли PlayStation 2, основанная на сезоне WRC 2001 года. Это первая раллийная игра, получившая официальную лицензию Чемпионата мира по ралли FIA.

## Игровой процесс
В игре присутствует 21 гонщик из 7 команд и 14 трасс. Среди режимов игры — быстрое ралли, одиночное ралли, чемпионат и испытание на время. Модель каждого автомобиля состоит из примерно 8000 полигонов.

## Критика
| Сводный рейтинг    | Сводный рейтинг |
| Агрегатор          | Оценка          |
| ------------------ | --------------- |
| GameRankings       | 81,33 %         |
| Metacritic         | 80/100          |
| Иноязычные издания |                 |
| Издание            | Оценка          |
| Edge               | 7/10            |
| Famitsu            | 35/40           |
| Game Informer      | 7,5/10          |
| GamePro            | [ 7 ]           |
| GameSpot           | 8,5/10          |
| GameSpy            | 81 %            |
| GameZone           | 8,5/10          |
| IGN                | 8,7/10          |
| OPM                | [ 12 ]          |
| FHM                | [ 13 ]          |
| PSM                | 8/10            |

World Rally Championship получила положительные отзывы критиков, средний балл игры на Metacritic составляет 80 из 100. GameSpot назвал её второй лучшей игрой апреля 2002 года после Resident Evil.